# Aldhal, Manvi
Aldhal là một làng thuộc tehsil Manvi, huyện Raichur, bang Karnataka, Ấn Độ.